# Государственная премия Азербайджанской ССР
Государственная премия Азербайджанской ССР (азерб. Azərbaycan SSR dövlət mükafatı) — государственная премия, учреждённая ЦК КП Aзербайджана и Советом Министров Азербайджанской ССР в 1970 году. Присуждалась раз в два года.

## История
В августе 1970 года Центральный комитет Коммунистической партии Азербайджана и Совет Министров Азербайджанской ССР в целях стимулирования дальнейшего развития науки и техники, литературы, искусства и архитектуры в республике, учитывая необходимость более дифференцированного и широкого поощрения научных и творческих работ, заслуживающих государственной поддержки, приняли постановление об учреждении Государственных премий Азербайджанской ССР.
Государственные премии Азербайджанской ССР были учреждены: в области науки и техники — четыре премии (две в области науки и две в области техники), в области литературы, искусства и архитектуры — три премии, в том числе одна — за произведение литературы и искусства для детей.
Были также утверждены комитеты Совета Министров Азербайджанской ССР по Государственным премиям. Присуждение премий производилось один раз в два года по представлению комитетов по Государственным премиям Азербайджанской ССР и приурочивалось ко дню победы Советской власти в Азербайджане.
В числе первых лауреатов Государственной премии Азербайджанской ССР постановлением от 29 сентября 1970 года названы: за монографию «Климат Азербайджана» А. М. Шихлинский и А. А. Мадатзаде, а также за картину «Новое море» Салахов Таир Теймур-оглы.
В 1972 году Государственной премией Азербайджанской ССР были награждены: за спектакль Азербайджанского драматического театра имени М. Азизбекова «Песня остаётся в горах» писатель Ильяс Эфендиев, режиссёр Алигейдар Алекперов, художник Нусрат Фатуллаев, актёры Исмаил Дагестанлы, Лейла Бедирбейли, Гасан Турабов, Амалия Панахова; за спектакль Азербайджанского русского драматического театра имени С. Вургуна «Адмиралы командора» режиссёр Гюльджахан Гюльмамедова-Мартынова, актёры Константин Адамов, Анатолий Фалькович, Дина Тумаркина; за серию картин «Пейзажи Азербайджана» художник Саттар Бахлулзаде. В 1980 году Государственной премией Азербайджанской ССР был награжден скульптор Цаликов, Ахмет Бацкоевич: за монумент Феликсу Дзержинскому (1977) в Баку.
В 1975 году учреждена премия в области труда.
Размер премии составлял 2500 советских рублей.